# Crkvica
Crkvice (cyr. Црквица) – wieś w Serbii, w okręgu jablanickim, w gminie Bojnik. W 2011 roku liczyła 533 mieszkańców.